# Petrus Schomerus
Petrus Andreae Schomerus, född 25 juni 1607 i Uppsala församling, Uppland, död 2 februari 1660 i Kalmar domkyrkoförsamling, Kalmar län, var en svensk präst, lärare och superintendent i Kalmar stift.

## Biografi
Petrus Schomerus föddes 1607 i Uppsala församling. Han var son till borgaren Anders Persson och Ingeborg Olofsdotter. Efter att ha börjat sina studier 16 februari 1625 vid Uppsala universitet promoverades Schomerus 13 mars 1632 till filosofie magister. I oktober 1632 utsågs han till professor i astronomi vid Dorpats universitet samt från 1633 kyrkoherde i Mariæ svenska församling i Dorpat. Han steg i graderna i Dorpat och blev 1638 professor i grekiska och 14 maj 1639 andre teologie professor vid universitetet. Schomerus avlade teologie licentiatexamen vid Dorpats universitet och prästvigdes 1641. Han återvände sistnämnda år till Sverige, där han blev vice pastor i Sankt Nikolai församling, Stockholm och samt från 19 april 1643 förste teologie lektor vid Stockholms gymnasium. Han var även från 20 oktober 1645 kyrkoherde i Riddarholmens församling, tillträde 1 maj 1646. Den 26 januari 1648 promoverades han till teologie doktor vid Uppsala universitet, och blev 10 februari 1648 tredje teologie professor vid universitetet samt kyrkoherde i Danmarks församling, tillträde 1 maj 1648. Den 23 juni 1655 utsågs han till superintendent i Kalmar stift, tillträde 1 maj 1656. Schomerus avled 1660 i Kalmar domkyrkoförsamling.
Schomerus var riksdagsman vid riksdagen 1652, 1655, 1658, och 1659–1660.

### Familj
Schomerus gifte sig 3 oktober 1633 med Margareta Henriksdotter, dotter till kyrkoherden Henric Matthiæ Alsichiensis i Alsike församling. De fick tillsammans barnen Barbara Schomera (1634–1657), borgmästaren Petrus Schomerus och Margareta Alsiciensis Schomera (född 1641) som var gift med biskopen Daniel Larsson Wallerius i Göteborgs stift.